# Alois Grichting

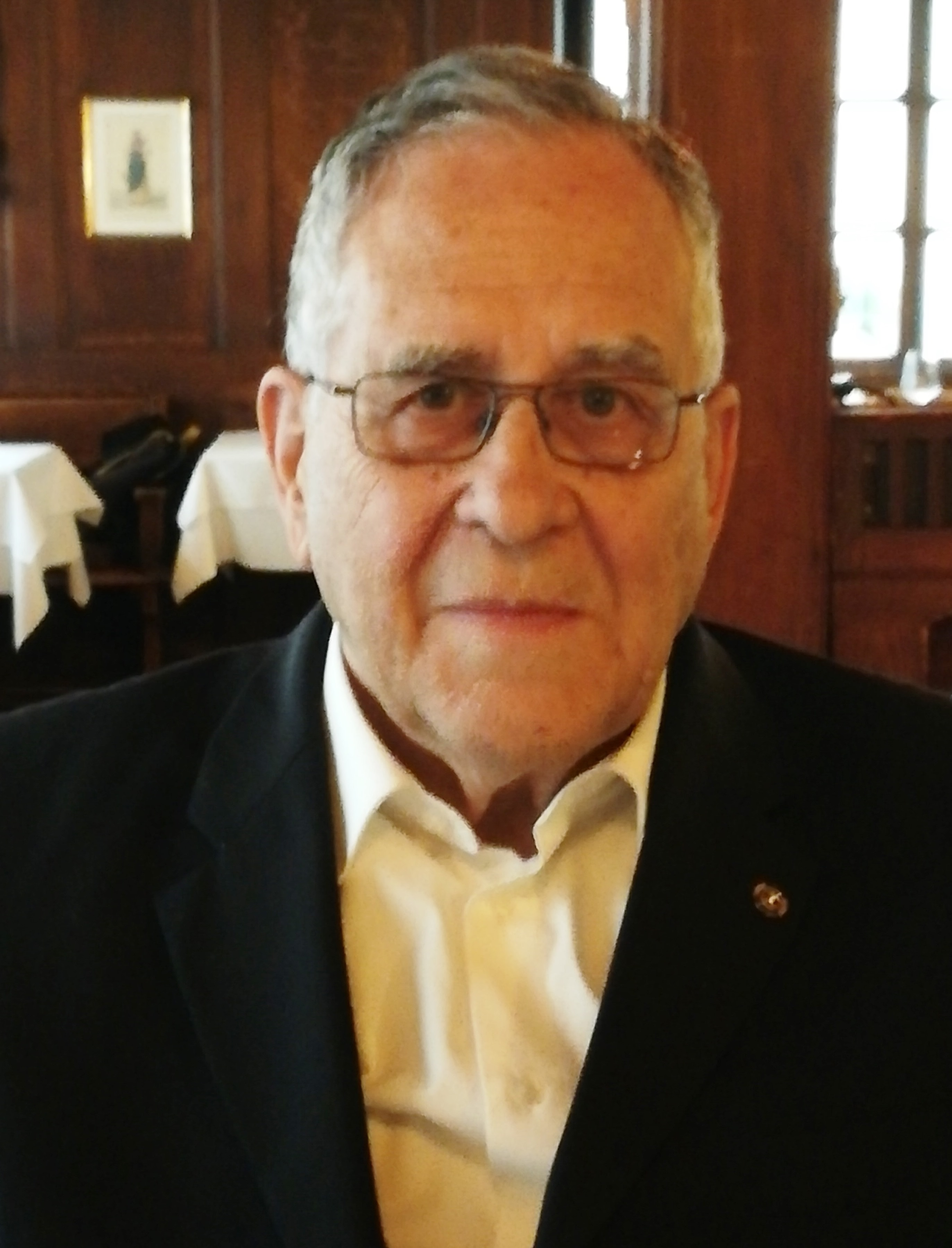
Alois Grichting (2024)

Alois Grichting (* 25. Mai 1933 in Agarn, Kanton Wallis) ist ein Schweizer Ingenieur, Volkswirtschaftler, Lehrer, Journalist und Publizist.

## Leben
Alois Grichting studierte 1956 nach der klassischen Matura Typus A (mit Latein und Griechisch) am Kollegium Brig an der ETH Zürich Elektrotechnik und erwarb 1960 das Diplom bei Karl Berger in Starkstromtechnik mit der Arbeit Der Teinograph, ein Hochspannungsmessgerät. Er war von 1960 bis 1962 Assistent am ETH-Institut für Elektrische Anlagen und Energiewirtschaft bei Heinrich A. Leuthold und besuchte zudem an der ETH Vorlesungen in Elementarmathematik und an der Universität Zürich in Wirtschaftswissenschaft.
1963 arbeitete Alois Grichting als Sachbearbeiter beim Verband Schweizerischer Elektrizitätswerke in Zürich. Im Jahr 1964 wurde er als Lehrer für Mathematik und Physik an die Kantonschule Kollegium Brig gewählt, wo er 33 Jahre bis 1997 unterrichtete. Berufsbegleitend studierte er in den Jahren 1965 bis 1976 an der Universität Freiburg i. Üe. Nationalökonomie und promovierte 1976 zum Dr. rer. pol. mit der betriebswissenschaftlichen Dissertation Die Skalenerträge – theoretische und empirische Aspekte bei Florian H. Fleck. An der Kantonsschule in Brig führte er das Fach Informatik ein. Alois Grichting schrieb auch ein Lehrbuch der Geometrie.
Alois Grichting war verheiratet mit Marie Grichting-Michlig und hat einen Sohn.

## Kulturelle und journalistische Tätigkeit
Grichting entwickelte eine vielfältige kulturelle und journalistische Tätigkeit. Von 1979 bis 1997 war er ehrenamtlicher Informationsbeauftragter des Bistums Sitten für das Oberwallis, von 1979 bis 2009 Präsident des Vortragsvereins Brig und von 2004 bis 2021 Redaktor des Walliser Jahrbuchs, nachdem er schon von 1995 bis 2003 Präsident des Vereins für das Walliser Jahrbuch gewesen war. Für das Walliser Jahrbuch erarbeitete er einen Registerband für die Jahre 1932–2000. Er schrieb auch Beiträge für das Historische Lexikon der Schweiz (HLS). Zum 150-jährigen Bestehen des Walliser Boten legte er 1990 sein gewichtigstes historisches Werk vor.
Er präsidierte den Rotary Club Brig und war in den Jahren 2002/2003 Rotary Distriktgovernor Westschweiz. Während vieler Jahre zeichnete er als Mitarbeiter in Printmedien und Radio, so beim Walliser Boten, bei Radio Rottu Oberwallis und bei Radio International in Bern.
Als sein Hauptwerk gilt das erste umfassende Wörterbuch des Walliserdeutschen, das zweibändige Werk Wallissertitschi Weerter.

## Ehrungen
- 2006 Oberwalliser Kulturpreis[6]: «in Würdigung seiner Verdienste als Verfasser zahlreicher sprachwissenschaftlicher und historischer Veröffentlichungen»[7] sowie «als Förderer des kulturellen Lebens im Oberwallis, insbesondere als langjähriger Kunst-, Musik- und Theaterkritiker in der Oberwalliser Presse.»
- 2023 Kulturpreis der Gemeinde Agarn[8]

## Schriften (Auswahl)
- Pastoralbesuch Johannes Pauls II. im Bistum Sitten, 16./17. Juni 1984. (Übersetzung aus dem Französischen.) Sitten 1984.
- Unser Agarn. Bilder aus seiner Kultur und Geschichte. Agarn 1985.
- Das Oberwallis 1840–1990 – Wirtschaft, Politik und Kultur – 150 Jahre Walliser Bote. Visp 1990.
- «Cantate Domino.» 100 Jahre Oberwalliser Cäcilienverband (1891–1991). Visp 1991.
- Agarn einst und heute. Agarn 1992.
- Der Walliser Kantonal-Schützenverein. Visp 1999.
- 50 Jahre Rotary Club Brig. Brig 2004.
- Chronik der Gemeinde Gampel. Interlaken 2004. (Chefredaktion und Beiträge.)
- 50 Jahre Turnverein Agarn 1955–2005. Susten 2005.
- 75 Jahre Vortragsverein Brig und Umgebung. Visp 2006.
- Wallissertitschi Weerter. 2 Bde. Visp 2022.